# Front national uni pour la bonne gouvernance
Le Front national uni pour la bonne gouvernance, ( එක්සත් යහපාලන ජාතික පෙරමුණ, நல்லாட்சிக்கான ஐக்கிய தேசிய முன்னணி, United National Front for Good Governance), est une alliance politique informelle au Sri Lanka,.
En 2015, cette alliance remplace l'ancienne United National Front et représente la droite conservatrice cingalaise du pays. Elle est l'une des 2 alliances mastodontes du pays, en opposition à la United People's Freedom Alliance représentant la gauche socialiste cingalaise.

## Partis politiques membres
Le parti politique chargé de l'alliance est le Parti national uni.
En 2018, voici la liste des partis politiques membres de l'alliance  :
- All Ceylon Muslim Congress
- Democratic National Movement
- Democratic Party
- Jathika Hela Urumaya
- Congrès musulman du Sri Lanka
- Tamil Progressive Alliance
- United Left Front